# ルビーン海洋工学中央設計局
ルビーン海洋工学中央設計局（ロシア語: Центральное конструкторское бюро "Рубин", 通称はЦКБ "Рубин"）はサンクトペテルブルクを拠点とするロシア海軍の原子力潜水艦の2/3以上の設計を担当したロシアの潜水艦設計センターの一つである。"ルビーン"(Рубин)はロシア語でルビーを意味する。

## 歴史

### 初期の歴史

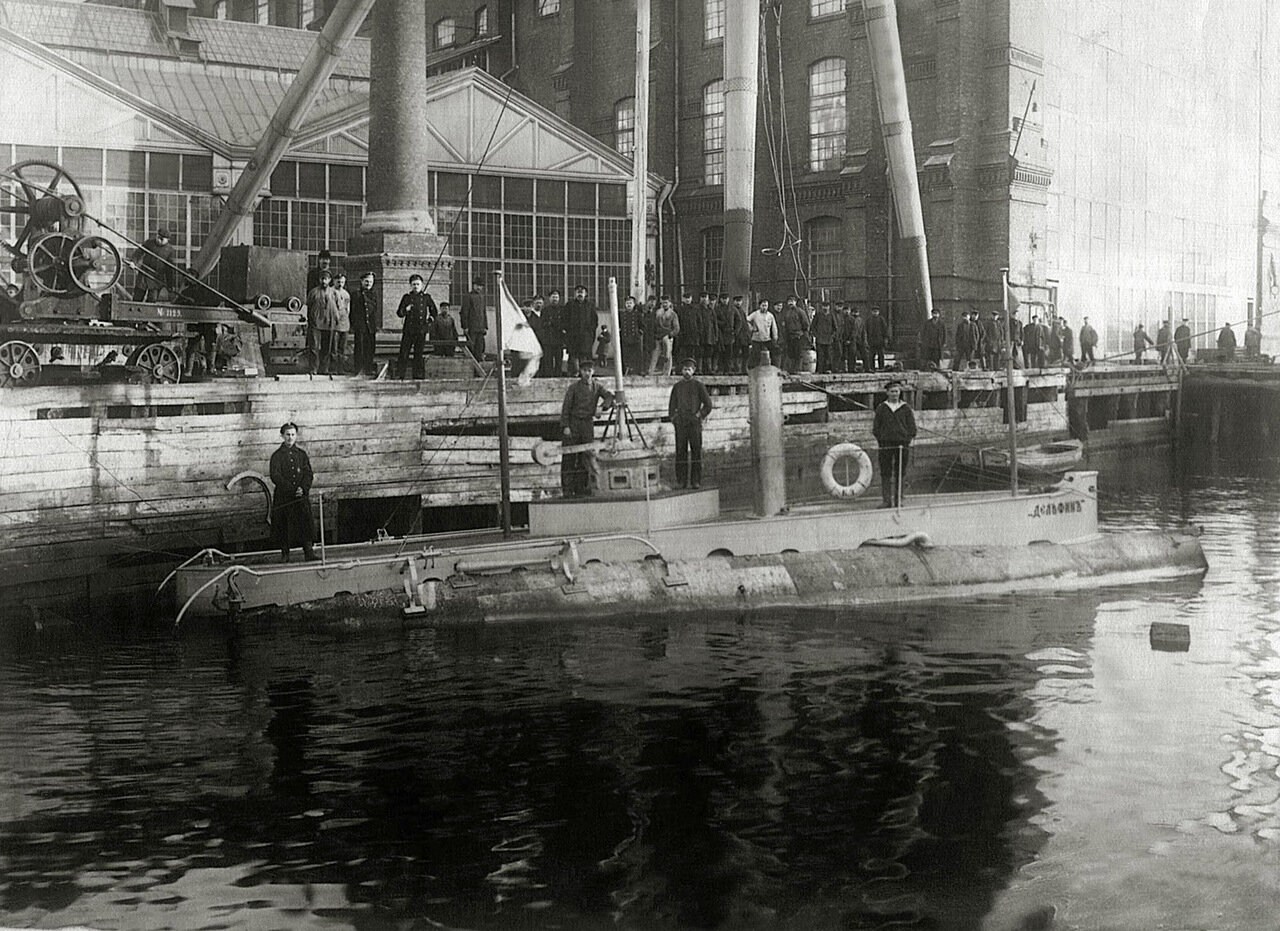
デルフィン潜水艦

1900年1月4日にロシア海軍省はロシア海軍のM.N. Beklemishev中尉、I.S. Goryunov中尉と船舶工学の上級助手であるI.G. Bubnovの3人の役人へ戦闘潜水艦の設計作業を割り当て、海軍省のバルト造船所で建造が計画された。3人は1901年5月3日に海軍省に設計を提出した。それは7月に承認されバルト造船所は魚雷艇113号(後に戦闘潜水艦デルフィンに改名)の建造を受注した。Bubnovは潜水艦の建造部会の会長に任命された。この建造部会は後に数回の改組を経てルビーン海洋工学中央設計局になった。
1903年にデルフィンの建造は完工し、試験潜航に成功した事により後続の新型でより先進的な潜水艦の建造の原動力となった。1918年にはカサーツカ, ミノーガ, アクラ, モルシュ,とバルスがロシア海軍に加わり、更に4隻の新型のMajor-General Bubnov が建造中で73隻の潜水艦を擁するまでになった。これらの中で32隻は海軍造船所の少将でありニコライ海軍学校の名誉教授となったI.G. Bubnovの設計によるものだった。

### 第二次世界大戦前
1926年、潜水艦建造委員会は第4技術設計局になり、6年後、B.M. Malininによって率いられる第2特別(軍用)造船中央設計局に改名された。彼はデカブリスト級、レーニネツ級、シチューカ級を設計した。1935年に中央設計局の技術者であるS.A. Bazilevskiyは浮上時と潜航時の両方の状態での運転を目的とした閉サイクルREDOを基にした非大気依存推進システムを提案した。この実験機関はXII M-92 (S-92, R-1)系列の潜水艦に搭載されて実施された。
1937年にはさらに改組され設計局は第18中央設計局(またはCDB-18)という新しい名称を与えられ、さらに第二人兵站防衛産業部に従属する独立した経済組織になった。

### 第二次世界大戦
第二次世界大戦の勃発によりCDB-18による異なる19種類の設計の206隻の潜水艦が建造された。大戦中に54隻以上の潜水艦が設計局で建造された。
レニングラード包囲戦の間、CDB-18はレニングラードからニジニ・ノヴゴロドへ疎開した。

### 冷戦期

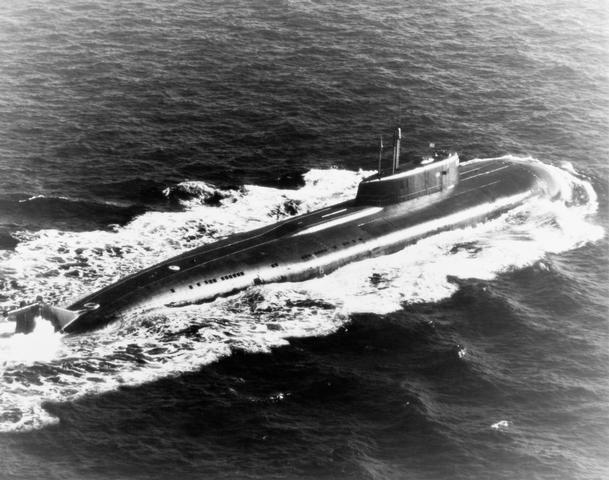
オスカー II級の14番目の艦であるロシア海軍の巡航ミサイル搭載原子力潜水艦 OMSK (K-186)

1947年、CDB-18は大戦中のソビエトとドイツの戦闘経験を取り入れた中型のディーゼル・エレクトリック方式の第613計画(NATO報告名はウィスキー級潜水艦)の開発を完了した。1951年に海軍に配備され、613計画の設計は世界最大の215隻が建造された。約25から30隻は中国で建造され、設計は中国の技術者に渡された。
P.P. Pustyntsev (ru:Пустынцев, Павел Петрович)は1951年から1974年まで設計局を率いた人物で641計画 (NATO 識別名称: フォックストロット級)の開発は1955年に始まった。
それはウラジーミル・チェロメイによって設計された巡航ミサイルを備えたソビエト初の潜水艦で1963年に75隻が海軍に配備された。同年、1956年に658計画として開発が始まったホテル型原子力潜水艦は水中からのD-4弾道ミサイルの発射を可能にする為に設計が変更された。
1965年に水中からの弾道ミサイルの発射の業務に対してレーニン賞が授与された。
1963年、第二世代の原子力ミサイル潜水艦である技術設計667A (NATO報告名: ヤンキー 級)が開発された。1967年にソビエト艦隊に配備され667A計画潜水艦は最初のミサイル搭載大型原子力潜水艦の最大の系列(34隻)になった。後に改良されたヤンキー級潜水艦は長距離複数弾頭ミサイルを搭載することによって“核ミサイル潜水巡洋艦”として知られる。667A計画と667B計画(デルタ級潜水艦)の潜水艦計画の成功により、それぞれ1970年と1974年にレーニン賞を再び授与されたとみられる。ヤンキー級を基にした弾道ミサイル潜水艦の系列は667A計画（NATO報告名：ヤンキー）, 667B計画（同：デルタ I）, 667BD計画（同：デルタ II）, 667BDR計画（同：デルタ III）, と667BDRM計画（同：デルタ IV）で構成される。

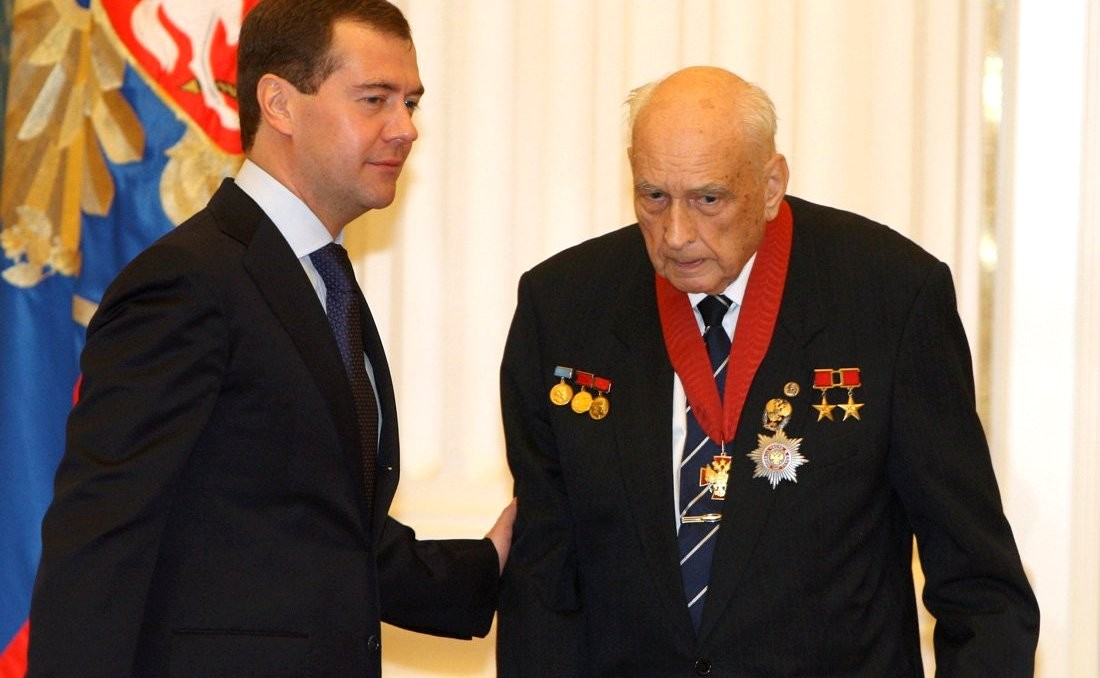
ルビーン設計局の監督のセルゲイ コバレフ

CDB-18は1966年にルビーンの名称を与えられた。オスカー級潜水艦の開発は1971年に始まり、1976年にタイフーン級が続いた。1974年にIgor SpasskyはPustyntsevの後任として設計局長になり21世紀の最初の10年間までその地位に残った。

## 現在

### 市場経済

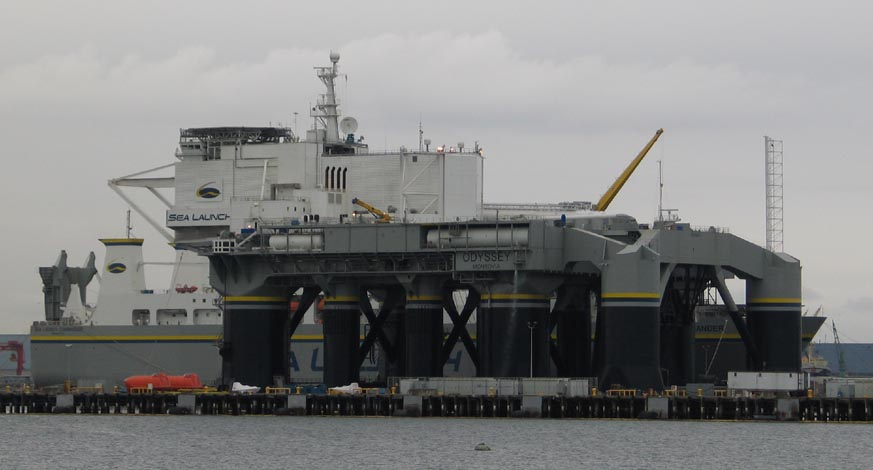
カリフォルニア州ロングビーチの母港でシーローンチの発射台であるオーシャン・オデッセイ

ペレストロイカ以来、ルビーンは第4世代弾道ミサイルボレイ級や、同様に1996年に開始されたDolgorukiy級として知られる原子力潜水艦の建造を継続した。ルビーンは現在、同様に(ハリバートンを含む)外国の企業と共に樺太周辺のオホーツク海や韓国に隣接する海域で石油の掘削に使用される石油プラットフォームも建造する。
同様に同社にとって近年重要な計画は海上からロケットを打ち上げるシーローンチである。ルービンで建造された海洋構造物や専用に改造された石油プラットフォームが赤道付近の太平洋上で発射台としてシーローンチで使用される。シーローンチは人工衛星を打ち上げる為の最も経済的な打ち上げ手段でNASAの約1/10の費用で打ち上げることが出来る。
ルビーンは同様に他に類を見ない北極海で年中運行できる潜水輸送船や原子力水中ガス輸送ステーションを大陸間天然ガスパイプライン輸送を目的として検討中である。
他に近年の計画には高速鉄道であるモスクワ・サンクトペテルブルク鉄道で運行されるES-250 スコール や低床路面電車が含まれる。
イタリアのフィンカンティエリとの共同事業としてルビーンは新型のディーゼル非大気依存推進潜水艦であるS1000型潜水艦の新型の燃料電池を基にした大気非依存推進システムをイタリアで開発した。それは全長56.2m、排水量1,000トンである。模型がユーロナーバル2006で展示された。